# Port-aux-Français
|                     |                                        |
| Basisdaten          |                                        |
| Land:               | Frankreich                             |
| Verwaltung:         | Französische Süd- und Antarktisgebiete |
| Lage:               | Kerguelen, Péninsule Courbet           |
| Einwohner:          | Winter: 60, Sommer: 120                |
| Geographische Lage: | 49° 21’ S, 70° 13’ O.                  |
| Einrichtung:        | 1949                                   |
|                     |                                        |

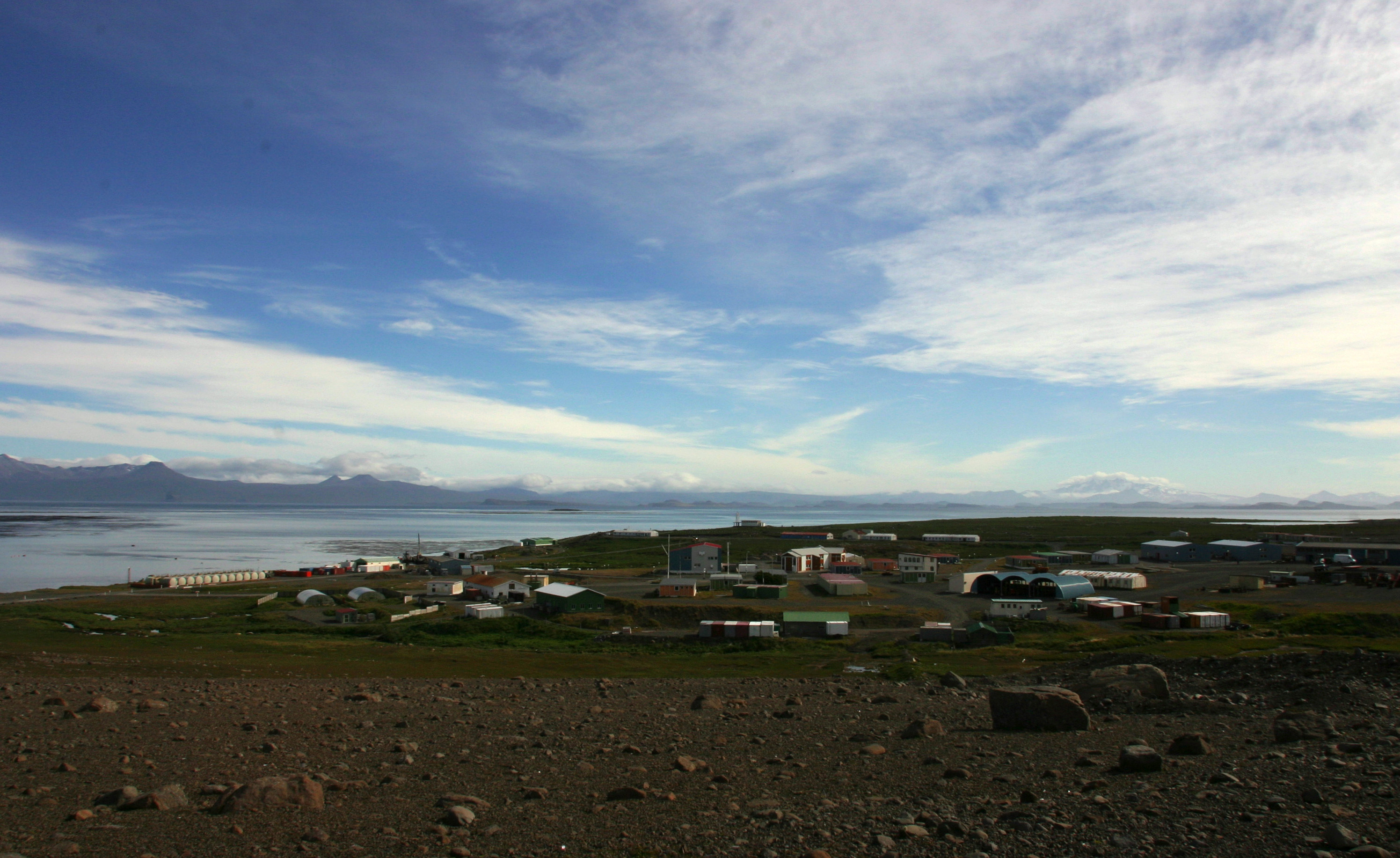
Port-aux-Français mit Blick auf den Golfe du Morbihan

Port-aux-Français (Abkürzung PAF) ist eine ganzjährig bewohnte Forschungsstation auf den zu Frankreich gehörenden Kerguelen in der Subantarktis. Auf der Station, die 1949 als permanente Basis eingerichtet wurde, überwintern in der Regel rund 60 Personen, während die Bevölkerung im Sommer bis auf 120 ansteigen kann. Die Station ist zugleich Hauptort der Kerguelen.
Der Platz am Golf von Morbihan wurde wegen seiner geschützten Lage und des für eine Landebahn (die jedoch nie errichtet wurde) geeigneten Terrains ausgewählt. Die Station verfügt über einen relativ seichten Hafen mit einem Ladesteg für kleine Frachtkähne, die die Verbindung zum eigentlichen Versorgungsschiff herstellen.
Versorgt wird die Station in der Regel von der Marion Dufresne II, die der Territorialverwaltung der TAAF (Terres Australes et Antarctiques Françaises) gehört. Neben den für ihre Versorgung notwendigen Einrichtungen und einer kleinen Krankenstation umfasst die Station wissenschaftliche Laboratorien für Biologie und Geophysik sowie technische Einrichtungen für Meteorologie, Telekommunikation und die Steuerung von Satelliten. Insgesamt besteht die Station aus etwa 50 Gebäuden.
Das Klima auf der Station ist charakterisiert durch kühle Sommer und relativ milde Winter, ganzjährig mit häufigen und ergiebigen Niederschlägen. Der Wind ist meist stürmisch mit Geschwindigkeiten bis 150 km/h und Spitzen von über 200 km/h.